# Un rincón cerca del cielo
Un rincón cerca del cielo es una película de drama mexicana de 1952 escrita y dirigida por Rogelio A. González, y protagonizada por Pedro Infante, Antonio Aguilar, Marga López y Silvia Pinal.

## Argumento
A mediados de los años 1950, Pedro González (Pedro Infante) emigra a la Ciudad de México en busca de un mejor empleo; en su búsqueda se queda sin dinero. Esto lo lleva a un bar donde se emborracha y pelea. A la mañana siguiente amanece en la casa de Sonia Irina (Silvia Pinal) y su padre Don Chema Pérez (Andrés Soler) le da posada y posteriormente le consigue un empleo, en donde conoce a Margarita (Marga López) de quien se enamora; posteriormente se casan, margarita queda embarazada y ambos pierden injustamente su empleo. Pedro después consigue empleo como guardaespaldas gracias a Sonia Irina el mismo que pierde defendiendo a Don Chema; sin empleo y con poco dinero se mudan a una casa muy humilde, Pedro con un nuevo empleo agotador y mal remunerado. Al cabo de unos meses Margarita da a luz a un varón al que nombran José María en honor de Don Chema. En su primera Nochebuena juntos, aunque con gran cariño, tienen un gran pesar por vivir en medio de la pobreza; es en ese momento que pedían ayuda a Dios para salir de ella que regresa Don Chema rico y con grandes regalos para ellos, al día siguiente Don Chema se marcha dejando dinero y una nota, inmediatamente después aparecen dos policías que detienen a Pedro y le incautan el dinero pasando este un corto tiempo en prisión.
Pasan dos años viviendo entre carencias y la pobreza y, de pronto, aparece Sonia Irina ya con un hijo y también pobre en busca de su padre Don Chema que para ese momento ya está recluido en el Penal Federal de las Islas Marías ellos le dan el poco dinero que tienen y se marcha, poco después Margarita con sospechas de que Pedro la engaña va en su búsqueda y lo encuentra como cómico ambulante pidiendo limosna como un perro; Pedro, al verse descubierto por su hijo y su mujer, huye de vergüenza (al inicio de la película en una toma similar, Pedro le dice a Margarita que no haría ese trabajo ni aunque se muriera de hambre debido a que lo considera como el colmo de la ridiculez y la falta de dignidad). Mientras tanto José María (hijo de Pedro) cae enfermo de neumonía; ya grave es cuando Pedro regresa, un médico atiende a José María y les pide ir por unas medicinas Pedro ante la falta del mismo decide robar a un transéunte que borracho contaba dinero (Antonio Aguilar). Poco después es detenido en la farmacia mientras compraba los medicamentos, el transéunte, al ver que el dinero robado era para salvar a su hijo, le otorga el perdón y le da más dinero pero él lo rechaza; Pedro regresa a casa pero José María es abrazado por su madre, ya fallecido el pequeño. Pedro, abrumado por la desgracia, decide suicidarse lanzándose a las vías del tren, fallando en su intento y quedando cojo; Margarita después le dice que espera otro bebé, y ambos con lágrimas en los ojos mirando al cielo agradecen a Dios.

## Reparto
- Pedro Infante como Pedro González
- Marga López como Margarita
- Andrés Soler como Don Chema Pérez
- Antonio Aguilar como Catrín
- Silvia Pinal como Sonia Irina
- Luis Aceves Castañeda como Martín Araujo, el jefe
- Peque Navarro como Pepe
- Arturo Soto Rangel como Don Tenen
- Diana Ochoa como Supervisora oficina
- Guillermo Portillo Acosta como Borracho (G. Portillo Acosta)
- Juan Orraca como Don Antonio
- Mercedes Soler como Enfermera
- Joaquín García Vargas como Borracho
- Ricardo Camacho como Borracho (Ricardo de Urdimalas)
- Gregorio Acosta como Hombre que golpea a Pedro (no acreditado)
- Julio Ahuet como Policía (no acreditado)
- Josefina Burgos como Empleada oficina (no acreditado)
- Lupe Carriles como Doña Eulalia (no acreditado)
- Pedro de Aguillón como Repartidor (no acreditado)
- Enedina Díaz de León como Vecina chismosa (no acreditado)
- María Gentil Arcos como Empleada despedida (no acreditado)
- Leonor Gómez como Bailarina callejera (no acreditada)
- Elodia Hernández como Vecina chismosa (no acreditado)
- Pepe Hernández como Repartidor (no acreditado)
- Isabel Herrera como Espectadora (no acreditado)
- Alfonso Iglesias Padre como Cantinero (no acreditado)
- Arturo Martínez como Policía (no acreditado)
- Estela Matute como Empleada oficina (no acreditado)
- Luis Mussot hijo como Espectador joven en cine (no acreditado)
- José Muñoz como Policía en cine (no acreditado)
- Rubén Márquez como Hombre en cantina (no acreditado)
- Paula Rendón (no acreditado)
- Carlos Robles Gil como Espectador en cine (no acreditado)
- Félix Samper como Espectador anciano en cine (no acreditado)
- Jorge Treviño como Tendero (no acreditado)
- Hernán Vera como Tortero (no acreditado)

## Premios y nominaciones
- Silvia Pinal premiada con el Premio Ariel a la Mejor Coactuación Femenina.[1]
- Pedro Infante nominado al Premio Ariel como la Mejor Actuación Masculina.
- Marga López nominada al Premio Ariel a la Mejor Actuación Femenina.